# المدرسة الأحمدية (حلب)
المدرسة الأحمدية هي مجمع مدارس في حلب القديمة في سوريا.

## طالع أيضًا
- مدرسة الفردوس
- المدرسة السلطانية
- المدرسة العثمانية
- المدرسة الظاهرية البرانية
- حلب القديمة
- المدرسة الخسروية